# Sakuradžima
Sakuradžima (japonsko 桜島, dob. 'Otok češnjevih cvetov') je aktivni stratovulkan, prej otok in zdaj polotok, v prefekturi Kagošima na japonskem otoku Kjušu na Japonskem. Tokovi lave ob izbruhu leta 1914 so ga povezali s polotokom Ōsumi. Je najbolj aktiven vulkan na Japonskem.
Od aprila 2021 se vulkanska aktivnost še vedno nadaljuje in spušča vulkanski pepel na okolico. Prejšnji izbruhi so zgradili belo peščeno višavje v regiji. 13. septembra 2016 je skupina strokovnjakov z Univerze v Bristolu in Centra za raziskovanje vulkana Sakuradžima na Japonskem predlagala, da bi vulkan lahko močno izbruhnil v 30 letih; od takrat sta se zgodila dva izbruha.
Sakuradžima je stratovulkan. Njegov vrh ima tri vrhove, Kita-dake (severni vrh), Naka-dake (osrednji vrh) in Minami-dake (južni vrh), ki je trenutno aktiven.
Kita-dake je najvišji vrh Sakuradžima, ki se dviga do 1117 m nad morsko gladino. Gora je v delu zaliva Kagošima, znanem kot Kinkō-van. Nekdanji otok je del mesta Kagošima. Površina tega vulkanskega polotoka je približno 77 km².

## Zgodovina

### Geološka zgodovina
Sakuradžima je v 25 km široki kalderi Aira, ki je nastala ob ogromnem »izbruhu in vdoru« pred približno 22.000 leti. Izbruhnilo je nekaj sto kubičnih kilometrov pepela in plovca, kar je povzročilo, da se je komora magme pod izbruhom zrušila. Nastala kaldera meri več kot 20 km. Tefra je padla kar 1000 km od vulkana. Sakuradžima je sodoben aktivni zračnik istega vulkana kaldere Aira.
Sakuradžima je nastala s kasnejšo dejavnostjo v kalderi, ki se je začela pred približno 13.000 leti.  Je približno 8 km južno od središča kaldere. Njegov prvi izbruh v zabeleženi zgodovini je bil leta 963 n. št.. Večina njegovih izbruhov je strombolskih, ki prizadenejo le območja vrhov, vendar so se večji plinski izbruhi zgodili v letih 1471–1476, 1779–1782 in 1914.
Vulkanska dejavnost v Kita-dake se je končala pred približno 4900 leti: kasnejši izbruhi so bili osredotočeni na Minami-dake. Od leta 2006 se dejavnost osredotoča na krater Šova, vzhodno od vrha Minami-dake.

### Izbruh 1914
Izbruh leta 1914 se je začel 11. januarja in je bil najmočnejši na Japonskem v 20. stoletju. Vulkan je do leta 1914 miroval več kot stoletje. Pred tem izbruhom so otok zapustili skoraj vsi prebivalci; več velikih potresov jih je opozorilo, da je izbruh neizbežen. Sprva je bil izbruh zelo eksploziven, ustvaril je erupcijske stebre in piroklastične tokove, toda po zelo močnem potresu 12. januarja in še enem dan zatem je postal efuziven, kar je povzročilo velik tok lave. Potres 12. januarja je ubil 35 ljudi, skupaj pa je umrlo 58 ljudi. Tokovi lave so napolnili ozko ožino med otokom in celino ter ga spremenili v polotok. Tokovi lave so na Japonskem redki – ker je vsebnost silicijevega dioksida v magmah visoka, so eksplozivni izbruhi veliko bolj pogosti  – vendar so se tokovi lave v Sakuradžimi nadaljevali več mesecev. Otok je rasel, zajel več manjših otokov v bližini in sčasoma postal povezan s celino z ozko ožino. Deli zaliva Kagošima so postali znatno plitvejši, kar je povzročilo višje plimovanje.
Med zadnjimi stopnjami izbruha je praznjenje spodaj ležeče magmatske komore pogreznilo središče kaldere Aira za približno 60 cm. To je pokazalo, da Sakuradžima črpa svojo magmo iz istega rezervoarja magme, ki je hranil starodavni izbruh, ki je oblikoval kaldero. Izbruh je deloma navdihnil film iz leta 1914, The Wrath of the Gods, ki se osredotoča na družinsko prekletstvo, ki naj bi povzročilo izbruh.

### Nedavne dejavnosti
Dejavnost Sakuradžime je postala izrazitejša leta 1955 in od takrat vulkan skoraj nenehno bruha. Vsako leto se zgodi na tisoče majhnih eksplozij, ki vržejo pepel v višino do nekaj kilometrov nad goro. Vulkanski observatorij Sakuradžima je bil ustanovljen leta 1960 za spremljanje teh izbruhov.
Spremljanje vulkana in napovedi velikih izbruhov so še posebej pomembni, ker je na gosto poseljenem območju, saj je mesto Kagošima s 680.000 prebivalci le nekaj kilometrov od vulkana. Mesto izvaja redne evakuacijske vaje, zgrajena so bila številna zavetišča, kamor se lahko ljudje zatečejo pred padajočimi vulkanskimi razbitinami.
Glede na nevarnosti, ki jih predstavlja za bližnje prebivalstvo, je bil Sakuradžima leta 1991 imenovan za vulkan Desetletja, s čimer je bil opredeljen kot vreden posebne študije v okviru Mednarodnega desetletja Združenih narodov za zmanjševanje naravnih nesreč.
Sakuradžima je del narodnega parka Kirišima-Jaku, tokovi lave pa so velika turistična atrakcija. Območje okoli Sakuradžime vsebuje več termalnih letovišč. Eden glavnih kmetijskih proizvodov območja je ogromna bela redkev v velikosti košarkarske žoge (Sakuradžima daikon).
10. marca 2009 je Sakuradžima izbruhnil in poslal razbitine do 2 km. Izbruh je bil pričakovan po vrsti manjših eksplozij čez vikend. Domneva se, da ni bila povzročena nobena škoda.
V nedeljo, 9. avgusta 2010, je ob 5:38 prišlo do izbruha iz kraterja na vrhu Minami-dake, ki je poslal razbitine do 5000 m.
V letih 2011 in 2012 je Sakuradžima doživel več pomembnih izbruhov; vulkanska aktivnost se je nadaljevala v letu 2013. Fotograf Martin Rietze je januarja 2013 posnel redko sliko strele v oblaku pepela med izbruhom magme, kar je bila Nasina astronomska slika dneva marca 2013.
18. avgusta 2013 je vulkan izbruhnil iz kraterja Šova in proizvedel največjo zabeleženo količino pepela od leta 2006, ki se je dvignil 5000 metrov visoko ter povzročil temo in znatne količine pepela v osrednjem delu mesta Kagošima. Izbruh se je zgodil ob 16:31 in je bil 500-letni izbruh leta.
Avgusta 2015 je japonska meteorološka agencija izdala opozorilo 4. stopnje, ki poziva prebivalce, naj se pripravijo na evakuacijo. Znanstveniki so opozorili, da bi lahko kmalu prišlo do velikega izbruha vulkana; na koncu je izbruhnil okoli 20. ure 5. februarja 2016.
Po dolgem premoru izbruhov na odprtini so se izbruhi tam nenadoma ustavili in vrnili v krater Šova 4. aprila 2016, približno 8–9 dni pred velikimi potresi na Srednji tektonski črti blizu Kumamota na Japonskem. Nato je tri mesece kasneje, 26. julija, bruhal vulkanski pepel 5000 m v zrak.
3. oktobra 2020 ob 07:35 UTC je vulkan ponovno izbruhnil, tokrat iz kaldere Aira. Svetovalni center za vulkanski pepel Tokio (VAAC) je ob 07:43 UTC izdal opozorilo glede vulkanskega pepela za letalstvo, ki kaže, da oblak pepela miruje in dosega FL100.
24. julija 2022 ob 20:05 po JST je prišlo do eksplozivnega izbruha v kraterju na vrhu vulkana in pepel se je razpršil do 2,5 km od kraterja. Po tem izbruhu je japonska meteorološka agencija ob 20:50 JST dvignila stopnjo opozorila pred izbruhom s 3. stopnje na 5. stopnjo, najvišjo stopnjo in pozvala k najvišji možni previdnosti in evakuaciji. To je bilo prvič, da je bila za Sakuradžimo izdana 5. stopnja opozorila glede izbruha.

## Časovnica
- Izbruh leta 1914
- Izbrih leta 1974
- Vesoljska radarska slika Sakuradžima leta 1994
- 2004
- 2009
- 2010
- Izbruh 23. septembra 2013
- Sakuradžima, grafika, Utagava Hirošige
- Sakuradžima s trajekta v zalivu Kagošima, 1. 7. 2019
- Videno iz letala leta 2009
- Satelitski pogled januar 2020
- April 2021

## Kultura
Sakuradžima je uporabljen kot naslov kratke zgodbe iz leta 1946, ki jo je napisal japonski pisatelj Haruo Umezaki, o razočaranem mornariškem častniku, nameščenem na vulkanskem otoku proti koncu druge svetovne vojne, ko letala ameriških zračnih sil bombardirajo Japonsko. Zgodba temelji na Umezakijevi lastni izkušnji; bil je nameščen v vojaški šifrantski bazi v bližnjem mestu prefekture Kagošima.
Sakuradžima je bilo tudi naslov pesmi japonskega pevca Cujošija Nagabučija. Leta 2004 je imel Nagabuči celonočni koncert v kamnolomu Sakuradžima, ki je privabil 75.000 gledalcev. Po koncertu so na mestu koncerta postavili kip, ki prikazuje Nagabučija, kako kriči s kitaro.